# Colonia Solidaridad, Abasolo
Colonia Solidaridad är en ort i Mexiko.   Den ligger i kommunen Abasolo och delstaten Guanajuato, i den centrala delen av landet, 280 km väster om huvudstaden Mexico City. Colonia Solidaridad ligger 1 694 meter över havet och antalet invånare är 242.
Terrängen runt Colonia Solidaridad är platt åt nordväst, men åt sydost är den kuperad. Runt Colonia Solidaridad är det ganska tätbefolkat, med 124 invånare per kvadratkilometer. Närmaste större samhälle är Abasolo, 2,1 km öster om Colonia Solidaridad. Trakten runt Colonia Solidaridad består till största delen av jordbruksmark.